# My Plague
My Plague – utwór amerykańskiego zespołu muzycznego Slipknot, będący drugim z singli promujących wydany w 2001 roku drugi album studyjny zespołu, Iowa. Powstała także zremiksowana przez Terry’ego Date’a i zatytułowana „My Plague (New Abuse Mix)” wersja utworu, która trafiła na ścieżkę dźwiękową mającego premierę 12 marca 2002 roku filmu Resident Evil i która została także wydana jako singel CD 8 lipca 2002 roku nakładem Roadrunner Records.  
W 2003 roku „My Plague” był nominowany do nagrody Grammy w kategorii Best Metal Performance, jednak przegrał z utworem „Here to Stay” zespołu KoЯn.

## Odbiór krytyczny
William Luff z serwisu Playlouder i John Mulvey z serwisu Dotmusic pochwalili znajdujące się w tekście utworu wersy  „You fuckin’ touch me I will rip you apart” i „I’ll reach in and take a bite out of that shit you call a heart”, natomiast Tom Sinclair z magazynu Entertainment Weekly te same wersy skrytykował twierdząc, że „sprawiają, że tęsknisz za dowcipem i pomysłowością Eminema.”. Według Louisa Pattisona z magazynu NME „My Plague” jest pierwszorzędnym materiałem zespołu Slipknot.

## Teledysk
Teledysk do „My Plague” powstał w 2002 roku i został wyreżyserowany przez Matthew Amosa oraz Simona Hiltona. Zawiera on sceny z filmu Resident Evil oraz fragmenty koncertu Slipknota w hali London Arena w Londynie z 16 lutego 2002 roku, wydanego w tym samym roku w listopadzie na albumie wideo Disasterpieces. W 2002 roku teledysk był nominowany do nagrody Kerrang! Award w kategorii Best Video, ale przegrał z teledyskiem do utworu „Tainted Love” zespołu Marilyn Manson.

## Lista utworów (wersja New Abuse Mix)
Opracowano na podstawie materiału źródłowego.
Wydanie CD europejskie (Roadrunner RR 2045-3) i japońskie (Roadrunner RR RRCY-29034)
| Nr | Tytuł utworu                      | Długość |
| -- | --------------------------------- | ------- |
| 1. | „My Plague (New Abuse Mix)”       | 2:59    |
| 2. | „The Heretic Anthem (Live)”       | 3:42    |
| 3. | „(sic) (Live)”                    | 3:39    |
| 4. | „Video My Plague (New Abuse Mix)” | 3:05    |
|    |                                   | 13:25   |

Wydanie CD promo europejskie (Roadrunner RR PROMO 626) i amerykańskie (Roadrunner RDRR 10013-2)
| Nr | Tytuł utworu                | Długość |
| -- | --------------------------- | ------- |
| 1. | „My Plague (New Abuse Mix)” | 2:59    |
|    |                             | 2:59    |